# エドワード・バーネイズ

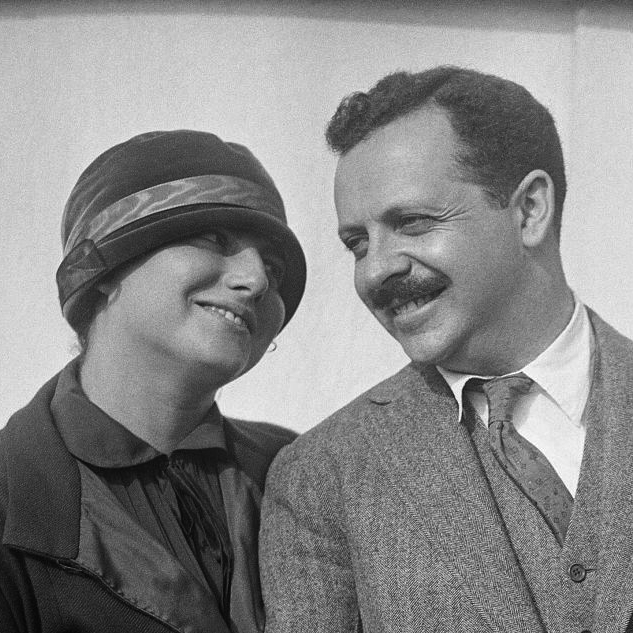
ドリス・E・フライシュマンとバーネイズ

エドワード・ルイス・バーネイズ（Edward Louis Bernays、1891年11月22日-1995年3月9日）は、オーストリア系アメリカ人。「広報の父」として知られる広報活動とプロパガンダの専門家。「広報の父」とされる広報・宣伝分野のパイオニア。オーストリア系アメリカ人で、ジークムント・フロイトの甥であり、叔父であるフロイトの精神分析学とギュスターヴ・ル・ボンとウィルフレッド・トロッターの群集心理学に注目し、大衆扇動と広報活動の基礎を築いた。
フロイト派の心理学理論をアメリカに持ち込んで普及させた功労者であり、第二次大戦後の米国内で起きた精神分析ブームの火付け役でもある。彼はトロッターの研究する「群衆本能」の結果は社会に不合理かつ危険な結果をもたらすと考え、大衆操作が社会には必要だと考えた。2002年にBBCのアダム・カーティス賞を受賞したドキュメンタリー「自己の世紀」は、バーネイズを近代広報活動の始祖としてとりあげている。また、ライフ誌は彼を「20世紀の最も影響力のあるアメリカ人100人」の1人に選んでいる。

## バーネイズの生涯と影響

### 生活と影響
バーネイズはユダヤ人の両親のもとに1891年にウィーンで生まれた。彼の家系図を見ると、両親ともが精神分析の先駆者ジークムント・フロイトにつながりを持っており、ジークムント・フロイトと関係の深い甥であることが判る。彼の母親はジークムントの妹アンナであり、彼の父はフロイトの妻マーサ・バーネイズの弟であるエリー・バーネイズである。
1892年、両親とともにニューヨークに移住した。米国ではデウィット・クリントン高等学校に通学し、1912年にはコーネル大学を卒業し農学の学位を得た。しかし、最初のキャリアとしてはジャーナリズムを選択することとなった。
バーネイズは、第一次世界大戦中にトーマス・ウィルソン大統領が設立した大衆情報委員会（CPI）に所属し、アメリカの大戦への貢献が「全ヨーロッパに民主主義をもたらす」ことを目的としている事を喧伝する活動を展開し、功績を認められたバーネイズは、ウィルソンによって1919年に開かれたパリ講和会議に招聘されている。
1921年にドリス・E・フライシュマンとともに女性の権利を訴える団体に参加し、翌年の1922年に彼女と結婚している。
大戦中に、国内外において「いかに多くの大衆が民主主義のスローガンに揺さぶられたか」に唖然とした彼は、プロパガンダモデルは平時においても利用できると考えるようになった。
第一次世界大戦中にドイツ軍が利用したことでネガティブなイメージが付きまとった「プロパガンダ」という単語にかえて、彼は「広報(PR: Public Relations)」という単語を使用するようになった。
バーネイズの娘アンに対するBBCのインタビューによれば、バーネイズは、国民の民主的な判断は、信頼に足るものでも恐れるべきものでもなく、アメリカの大衆はいとも簡単に間違った政治家に投票し、また間違った選択をしようとし、またそれらによって導かれなければならなくなっているとバーネイズは感じ取っていた。大衆を導く物として、バーネイズはある種一貫した「賢明な専制」的思想が必要だと考えていたようである。
こうした彼の考えには当時最も著名なアメリカの政治コラムニストであったウォルター・リップマンの影響がかなりあった。バーネイズとリップマンは合衆国公共情報委員会で共に活動しており、彼の代表作「プロパガンダ」でもリップマンを多く引用している。

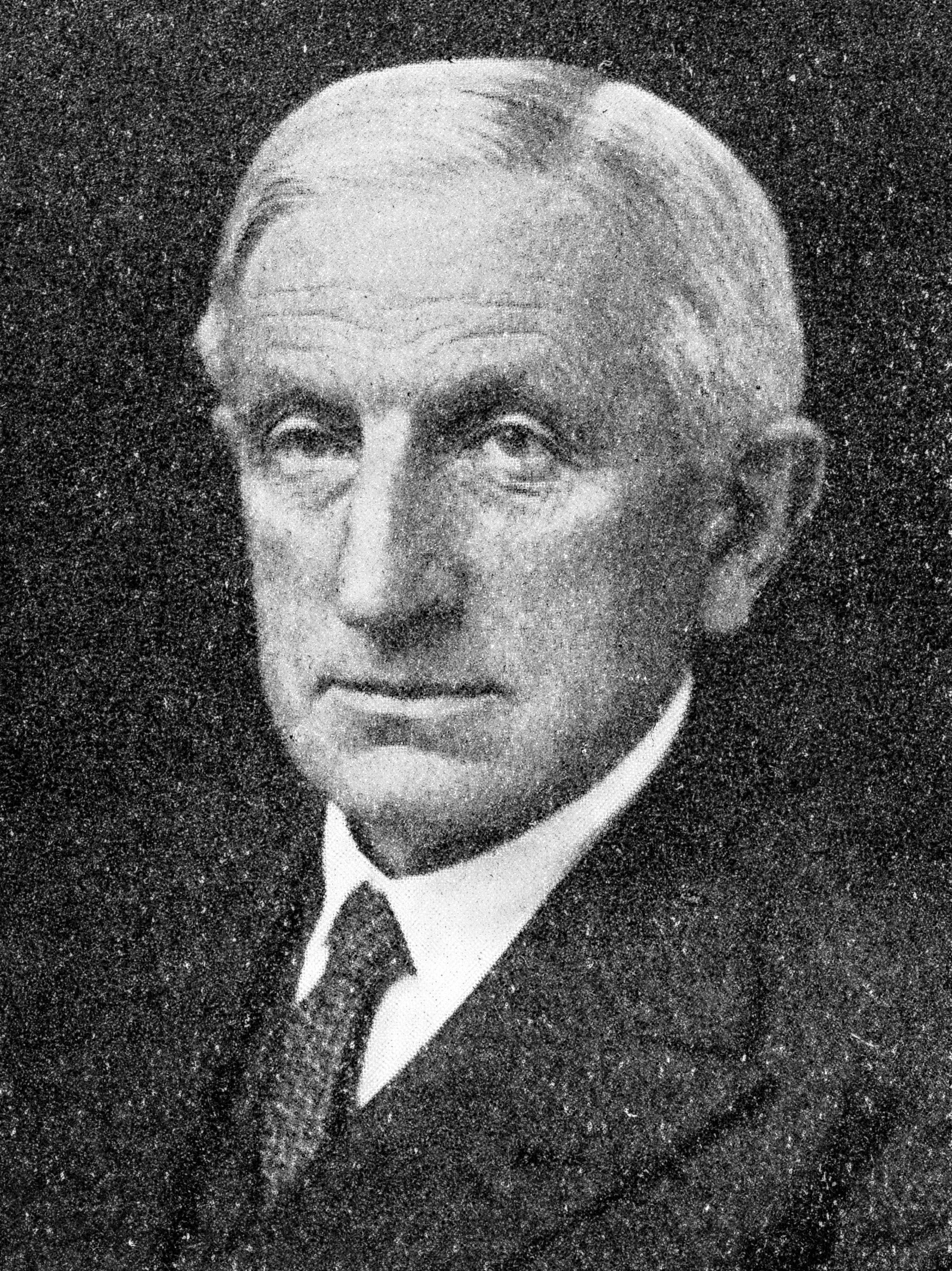
ウィルフレッド・トロッター

### 英仏心理学会での活動
バーネイズはまたフランス心理学会の代表的な心理学者であり、群衆心理学の始祖とされるギュスターヴ・ル・ボンを参考にするとともに、英語圏において類似の研究を行っていたウィルフレッド・トロッターの代表作「戦争と平和の群衆本能」からもしばしば引用している。
ロンドン大学病院の頭部・頸部外科医であったトロッターは同時代に活動していたフロイトの著作を知り、彼と共に研究も行っていた。トロッターはフロイトと関係を持つ外科医として活動し、ウィルフレッド・バイオンやアーネスト・ジョーンズとともにイングランドにおけるフロイト派精神分析学運動の中心メンバーとなり、フロイトの子弟が多く所属するタビストック人間関係研究所が深く関係しているグループダイナミクスの領域で研究に貢献している。そのため、第二次世界大戦の期間中、集団心理学と精神分析学はロンドンに結集していた。

### 「合意工作」の発明
バーネイズの広報活動は、米国でのフロイトの理論の普及に貢献することとなった。バーネイズはまた、米国の広告産業において大衆を説き伏せるキャンペーンを企画するにあたり、心理学とその他の社会科学を利用するパイオニアとなった。
集団心理の動きとメカニズムを理解できれば、企画者の意のままに、感づかれることなく大衆を操作し、組織化することは可能であり、近年のプロパガンダは、少なくともある焦点、ある限度以内において、これが可能なことを証明している。
バーネイズは、この世論形成の科学的技法を「合意工作(engineering of consent)」と名付けている。

### 名著「世論の結晶」の完成
バーネイズは1913年に出版業をはじめ、劇場やコンサート、バレエの関係者向けのカウンセリングを始めている。
1917年、米国のウッドロー・ウィルソン大統領はジョージ・クリールとともに彼のアイデアの一つを現実の物とし、公共情報委員会を立ち上げた。
バーネイズはカール・ビョイル、ジョン・プライスらと協力し、アメリカの第一次世界大戦参戦に向けた大衆世論の形成に向けて活動した。
1919年には、彼はニューヨークに広報顧問事務所を開設し、1923年にはニューヨーク大学で最初の広報講座を開講した。また、同年広報に関し名著「世論の結晶（Clystalizing Public Opinion）」を出版している。

### 「広告革命」の実現
バーネイズ自身その業績は多いが、一方で著名なクライアントが多くいた事でも知られている。一例として、カルビン・クーリッジ合衆国大統領、プロクター・アンド・ギャンブル、CBS、ユナイテッドフルーツ社、アメリカン・タバコ社、ゼネラル・エレクトリック、ダッジ・モーターズなどに加え、公衆衛生サービス公共のフッ素添加推進者の多くはバーネイズのクライアントであった。
著名で有力なクライアントの事業に貢献しながら、バーネイズは古典的出版業界と心理学・社会学の技法を結合し、「宣伝の科学」と呼ばれる広告革命を実現していった。

## バーネイズの手法

### プレスリリース手法の改良
バーネイズは、1906年のアトランティックシティ鉄道の列車事故の広報担当者としてその名を知られたアイビー・リーが発明したプレスリリースという手法を、より改良し、アメリカ社会に普及させていった。

### 女性の喫煙キャンペーン
バーネイズの最も有名なキャンペーンの一つとして、1920年代の女性の喫煙キャンペーンが挙げられる。バーネイズのキャンペーンは、当時最大の社会的タブーの一つとされた女性の公共の場における喫煙を、喫煙業界が「克服」する手助けとなった。
当時女性は指定された場所での喫煙のみ許可されており、違反者は逮捕されていた。これに対し、バーネイズは1929年にニューヨークで行われたイースター行進においてラッキーストライクのタバコを「自由の松明」と題して女性モデルたちに持たせ、タバコを持つ女性と自由の女神のイメージを重ねて想起させる戦略を行った。実際にはニュースにあたるものではないが、バーネイズはこの行事を宣伝ではなくニュースとして取扱うことで、怪しまれずに大衆にメッセージを投下することに成功した。
また、医療団体などから「お菓子は太るが、タバコは痩せる」と広報させ、女性が自らタバコを受容していくための宣伝活動も行った。バーネイズによる巧みな宣伝によって女性は以前よりもタバコを購入するようになり、女性の喫煙も社会的に許容されるようになっていった。

### 第三者機関の利用
バーネイズは、大衆意見を操作する手法として、クライアントの目的を支持する「第三者機関」の利用を好んだ。バーネイズは「意識的な協力があろうとなかろうと、もし君が指導者に影響を与えることが出来るなら、彼らが支配する層の人々に対してさえ、必然的に影響を与えることが出来るだろう。」と述べている。

### ベーコンの販売促進
一例として、バーネイズはベーコンの販売促進を目的に調査を実施し、アメリカ国民はロールパンとオレンジジュースなどの非常に軽い朝食やコーヒーのみを毎朝口にしている事を調べ上げた。彼はこの調査をもとに医者のもとに赴き、健康の観点から、人間は夜間に体力を消費し、日中にも多くのエネルギーを必要とするため、より重い食事のほうが好ましいとの論を得た。
彼は5000人の医師に質問状を送付し、うち4500人から軽い朝食よりも栄養価の高い朝食のほうが健康に良いとの回答を得た。これに基づき、バーネイズは「4500人の医師が、より栄養価の高い朝食を推奨」との記事を新聞各紙を通じて全米に提供し、また別の記事において「ベーコンエッグを朝食の中心にすべき」との記事を提供することで、結果的にベーコンの売り上げを飛躍的に増やすことに成功した。

### フロイト理論の応用
バーネイズはまた、間接的にタバコ、石けんや書籍などの多様な商品の販売促進に叔父ジークムントの精神分析の手法を利用した。また、叔父の理論に加えて、バーネイズはイワン・パブロフも利用することとなった。広報業界史研究の第一任者の一人であるスコット・カットリップは、バーネイズを「広報業界においておそらく最も過激で魅力的な人物であり、聡明だが過剰なまでにはっきりとした、そして何よりも1919年6月に彼が起業した当時揺籃期にあった広告産業における革新的な思想家であり哲学者である。」と述べている。

### 反共プロパガンダ
バーネイズは、大衆に拡がる共産主義理念に対処する方法として「フロイトの理論」を使用したが、その手法は、共産主義に対する国民の恐怖感情を緩和するのではなく、むしろその恐怖を促進し、それに対する大衆感情を弄んだ。この理論は冷戦中に非常に強力な武器となった。

## 哲学と広報
1995年にバーネイズの死と同時に公表された複数の論文は、20世紀を舞台として彼が得た多くの知見を含むものであった。回顧録のうちアイデア回想録の初期の草稿として書かれた論文を含むものはクーリッジの大量消費主義のコレクションに選ばれている。 
1919年から1963年にかけて、ニューヨークでのバーネイズのスタイルは一貫して「広報の助言者」であった。彼は、自身とそれ以外の広告について、顕著な差異を持っていた。
緻密な企業広告キャンペーンと消費者向けの多重媒体の利用を編成していく中枢人物が行った公的な社会科学研究として、1933年に出された彼の著書「合衆国における近代社会動向」は重要視されてきた。
バーネイズは内心、プロパガンダと意図的に作り上げられたニュースを、それまでの広報マンと違う方法によって大衆を動かす、倫理的正当性をもったビジネスのための合法的な道具だと考えていた。
バーネイズのエッセイ「プロパガンダのビジネス」で、彼は広報マンを新しいアイデアや物を大衆に受け入れさせる特殊な嘆願者として見ている。一方で、彼は広報顧問をラルフ・ウォルドー・エマーソン的な超越主義者にも似た新しい価値観の創造者、あるいは社会における政治指導者の行動に影響を与える存在として見ている。（しかしながらインドの精神文化や、その物質主義への批判に心酔していた超越主義者のエマーソンと企業宣伝のために努力していたバーネイズを本質的に同質と考えるのは難があるといえる。）
バーネイズの見解としては、個々の人間の本能的な力や相互的生物的な活動は、ヒトラー支配下のドイツにみられるように本質的に危険なものであり、一部の社会的エリートの経済的利益のために抑制され、操作されるものであった。大量生産の利用と巨大ビジネスは、本質的に不合理で、かつ欲望によって動く大衆の絶え間ない欲望を満たすことに成功したけれども、同時に、統制を失えば一瞬にして社会を分断の危機に陥れる危険な動物たちの欲望を満たし続けなければならない状況に陥っていた。
バーネイズの尊大かつ哲学的な言及は、1928年に刊行された「大衆世論の操作」に端的に表れている。ここで彼は「今や大量生産の時代である。物質の大量生産においては、その流通のために幅広い技術開発が行われ、利用されている。現代においても、大衆への思想の流通のための技術は必要不可欠である。」と書いている。彼自身「プロパガンダのビジネス(1928年)」の中でも『広報助言者は社会的責任のある立場を引き継いだり、為政者の直属の部下となってはいけない」と警鐘を鳴らすなど、プロパガンダの危険性には気が付いているが、その一方で、1928年の著書「プロパガンダ」において、バーネイズは世論操作は民主主義の必要な一部であると主張している。
組織的行動や大衆意見に対する意図的かつ巧妙な操作は、民主主義社会の重要な要素である。社会の見えないメカニズムを操作する者は、真の意味で国家権力を支配する見えない政府を作り上げる。我々は、聞いたこともない人々によって支配され、私たちの思考はその支配者によって形作られ、経験が形作られ、思想は提案されるのだ。これが我々の民主主義を形成する手段の、論理的帰結なのだ。大量の人間が円滑に社会を回しながらともに生活していこうとするならば、皆がこのやり方に従っていかねばならない。
社会的合意や倫理的考えや、政治的、経済的な行動など、私たちの日常生活のほとんどすべての行動は、心理的プロセスや大衆の社会パターンを理解した比較的少数の人々によって支配される。
マーリン・ピューに代表されるオピニオン誌の記事において「現代のマキャベリズム」として批判されたり、エベレット・ディーン・マーティンのとの討論会「我々はプロパガンダの犠牲者か？」において批判的に取り上げられた。
報道もまた広告によって成り立ってはいるが、バーネイズら広告事業者は、たびたびプロパガンダ首謀者や詐欺的操作者として報道関係者からも批判を浴びることとなった。

## タイ・イン(関連付け)
ダッジ車の宣伝活動に彼が企画したキャンペーンからも明らかなように、バーネイズはマーケティング戦略に関して「タイアップ」または「タイイン」と呼ばれる手法を編み出し活用していた。この戦略は、例えば、消費者製品を促進するための会場、ラジオ広告、新聞広告などを相互にリンクし、またデパートでの展示場とスリフトウィークなどの祝日を結び付けて活用するものだった。
プロクター・アンド・ギャンブルやアメリカン・タバコ・カンパニー、カルティエ、ベストフーズ、CBS、ユナイテッドフルーツ、ゼネラル・エレクトリック、ダッジ・モーターズ、米国公衆衛生局、ノックス・ゼラチンなどの有名企業をクライアントに加えながら、バーネイズはまた、ソーシャルワークにおける広報手法に関する委員会（1926年-1927年）、ユダヤ人精神衛生学会（1928）、書籍出版研究所（1930年-1931年）、ニューヨーク女性と子ども診療所（1933年）、消費者法制委員会（1934）、デンマークの自由と民主主義の友人（1940）、全市市民ハーレム委員会（1942）、国立多発性硬化症協会（1954年-1961年）など、多くの非営利機関や団体の代表としても活動し、また彼は大統領府雇用対策緊急委員会（1930年-1932年）においてカルビン・クーリッジ大統領のもとで働いた。

## 著書
- Propaganda (New York: Horace Liveright. 1928) ISBN 978-0-8046-1511-2
  - プロパガンダ (翻訳：中田安彦、成甲書房、 2010年)

## 関係者
- ジークムント・フロイト
- アンナ・フロイト